# Zetor ZTS 16245
ZTS 16245 – słowacki ciągnik rolniczy produkowany w latach 1990 – 1997 z serii UR II C.

## Dane techniczne
Silnik
- Martin Diesel UR-II M1 8602.12 TURBO
- Typ: 4-taktowy, z wtryskiem bezpośrednim, turbodoładowany
- System chłodzenia chłodzony cieczą
- Liczba cylindrów 6
- Pojemność (cm³) 6842
- Moc znamionowa [kW] / [KM] 118/160
- Znamionowa prędkość obrotowa (obr./min) 2200
- Max. moment obrotowy 583 Nm (1600 obr./min)
- Stopień sprężania 17
- Jednostkowe zużycie paliwa 235 g/kWh
- Średnica cylindra / skok tłoka (mm) 110x120
- Pompa wtryskowa Motorpal PP6M9K1e3120
- Wtryskiwacze Motorpal DOP 150S535-1417
- Filtr powietrza mokry Sandrik Dolné Hámre (Hodruša-Hámre) 9470.11 z filtrem wstępnym PC 750 na licencji IFE-MANN.
- Rozrusznik Elmot R20e 5,5 kW

Sprzęgło
- Jednostopniowe, jednotarczowe, suche sterowane hydraulicznie za pomocą pedału, 380 mm

Skrzynia biegów
- ZVL Povazske Strojarne - synchronizowana 3-biegowa
- Liczba biegów przód/tył 12/6
- Max. prędkość(km/h) 25 (opcjonalnie 30)
- Tylny most ZPC Ursus ZM 120
- Przedni most UTB, VS Napravy (obecnie STETEX)

Wał odbioru mocy
- Moc na WOM kW/KM 101,3/138
- niezależny (opcjonalnie zależny)
- Prędkość (obr./min) 540/1000
- Przedni WOM (obr./min) (opcja): 1000
- Sprzęgło WOM mokre, 6-tarczowe

Hamulce
- sterowane hydraulicznie, suche, tarczowe (wielotarczowe mokre w 16245.S)
- Inst. ster. hamulcami przyczep pneumatyczne lub hydrauliczne

Układ kierowniczy
- hydrostatyczny, pompa Pilmet ZCT-16L, orbitrol Danfoss OSPB 160-ON, Hydraulik Nord LAGB 125-1

Układ hydrauliczny
- PZL Hydral Wrocław, Agromet Archimedes
- regulacja siłowa, pozycyjna, mieszana i ciśnieniowa
- TUZ kategorii III/II
- Siła podnoszenia (kN) 50 (opcjonalnie 65)
- Wydatek pompy (l / min.) 41 (opcjonalnie 55)
- Ciśnienie nominalne (MPa) 16

Ogumienie
- Przód 14,9/13-28
- Tył 	18,4/15-38 (opcjonalnie 20,8-38)

Wymiary (mm)
- Wysokość (z kabiną) 2700 mm
- Szerokość 2190 mm
- Prześwit 400
- Rozstaw osi 2700
- Długość(bez zaczepów) 4665
- obciążniki przednie podstawowe 55, I 160, ISO 430/650
- obciążniki tylne podstawowe 605 kg
- Masa ciągnika gotowego do pracy z kabiną bez obciążników 5000 kg

Pojemności (l)
- Zbiornik paliwa 195 l

Inne opcje
- Przedni TUZ
- Przedni WOM
- Radio
- Przednie i tylne obciążniki
- Inne kombinacje ogumienia
- Kabina VLAD Presov BK UR II M87
- siedzisko Mars Svratka